# چلوانسرا
چلوانسرا، روستایی از توابع بخش خورگام شهرستان رودبار در استان گیلان ایران است.

## جمعیت
این روستا در دهستان خورگام قرار دارد و براساس سرشماری مرکز آمار ایران در سال ۱۳۸۵، جمعیت آن ۶۶ نفر (۱۹خانوار) بوده است. مردم چلوانسرا به زبان رودباری  تکلم می‌کنند.